# Sherab Zam
Sherab Zam (ur. 10 października 1983) – bhutańska łuczniczka, olimpijka.
Wzięła udział w Letnich Igrzyskach Olimpijskich 2012 w Londynie. Sherab Zam trenowana była przez Tshering Chhoden, która uczestniczyła w Letnich Igrzyskach Olimpijskich w 2000 w Sydney i 2004 w Atenach. Zawodniczki trenowały razem przez kilka tygodni w Holandii, korzystając z programu wymiany.
Na igrzyskach w 2012 Sherab zajęła 61. miejsce (spośród 64 uczestniczek). W 1/32 finału zmierzyła się z amerykańską zawodniczką o gruzińskim pochodzeniu Chatuną Lorig, z którą przegrała 0:6.